# Ponerorchis brevicalcarata
Ponerorchis brevicalcarata är en orkidéart som först beskrevs av Achille Eugène Finet, och fick sitt nu gällande namn av Károly Rezsö Soó von Bere. Ponerorchis brevicalcarata ingår i släktet Ponerorchis och familjen orkidéer. Inga underarter finns listade i Catalogue of Life.